# Susana Nicolalde
Susana Nicolalde (Guayaquil, 17 de abril de 1963) es una actriz, bailarina, directora de teatro y gestora cultural ecuatoriana, coordinadora de la Fundación Mandrágora Artes Escénicas, de la que depende el evento internacional Mujeres en Escena Tiempos de Mujer, en el que se muestra el trabajo de mujeres creadoras y que cuenta con más de una década de historia.

## Trayectoria
Nicolalde consiguió su bachillerato en Humanidades Modernas en 1982 y, en el mismo año, comenzó sus estudios de psicología clínica en la Universidad Católica de Santiago de Guayaquil. Sin embargo, no terminó sus estudios y reorientó su carrera profesional hacia el teatro. Ha trabajado con varios colectivos teatrales de Guayaquil y Quito y ha participado en importantes producciones teatrales. Su formación artística, principalmente autodidacta, se desarrolla sobre la base de la búsqueda constante de formas de expresión del lenguaje escénico, a través de talleres de distintas disciplinas estéticas como: danza contemporánea, pantomima, teatro de calle, dramaturgia, música, canto y teatro-danza. También ha formado parte de propuestas de teatro del oprimido puestas en marcha por alumnado suyo.
Se asentó en Quito a fines de los años 80 donde puso en marcha su grupo teatral Mandrágora Artes Escénicas, con el que ha desarrollado multitud de obras. En 2010, presentó ‘Cordeles del tiempo’, texto en el que analizaba la representación de la mujer en los mitos de Latinoamérica e intentaba aclarar la vinculación que se establece en ellos entre lo femenino y la seducción, el encantamiento, la maldad y la muerte. Esta obra fue el resultado de una investigación que desarrolló a partir del libro Mujeres que corren con los lobos (1993) de la escritora y psicoanalista estadounidense Clarissa Pinkola.
Ha participa en innumerables festivales y encuentros de teatro, nacionales e internacionales. Trabaja como actriz en producciones nacionales de radio, cine y televisión, y paralelamente a su trabajo actoral, Nicolalde desarrolla su tarea pedagógica como maestra de actuación, entrenamiento, lenguaje corporal y dirección escénica. Dirige y asesora proyectos de promoción, formación y difusión cultural a nivel de sectores populares, barriales, universitarios, comunitarios, indígenas y urbanos. Desde 2003, la Fundación que dirige Nicolalde desarrolla anualmente el Encuentro Mujeres en Escena Tiempos de Mujer en el que se presentan sólo creaciones de mujeres en el ámbito teatral, y cuyo objetivo es: "visibilizar e impulsar el trabajo de la mujer creadora, a través de la provocación de espacios de encuentro, para confrontar, reflexionar y emancipar el trabajo creativo femenino desde la obra y pensamiento de mujeres artistas, construyendo así, la historia que se quiere contar".